# Lierfeld
Lierfeld település Németországban, Rajna-vidék-Pfalz tartományban. Lakosainak száma 89 fő (2023. december 31.).

## Népesség
A település népességének változása:
| Lakosok száma | 67   | 84   | 81   | 87   | 85   | 89   |
|               | 1975 | 2017 | 2019 | 2021 | 2022 | 2023 |